# Cabo Race

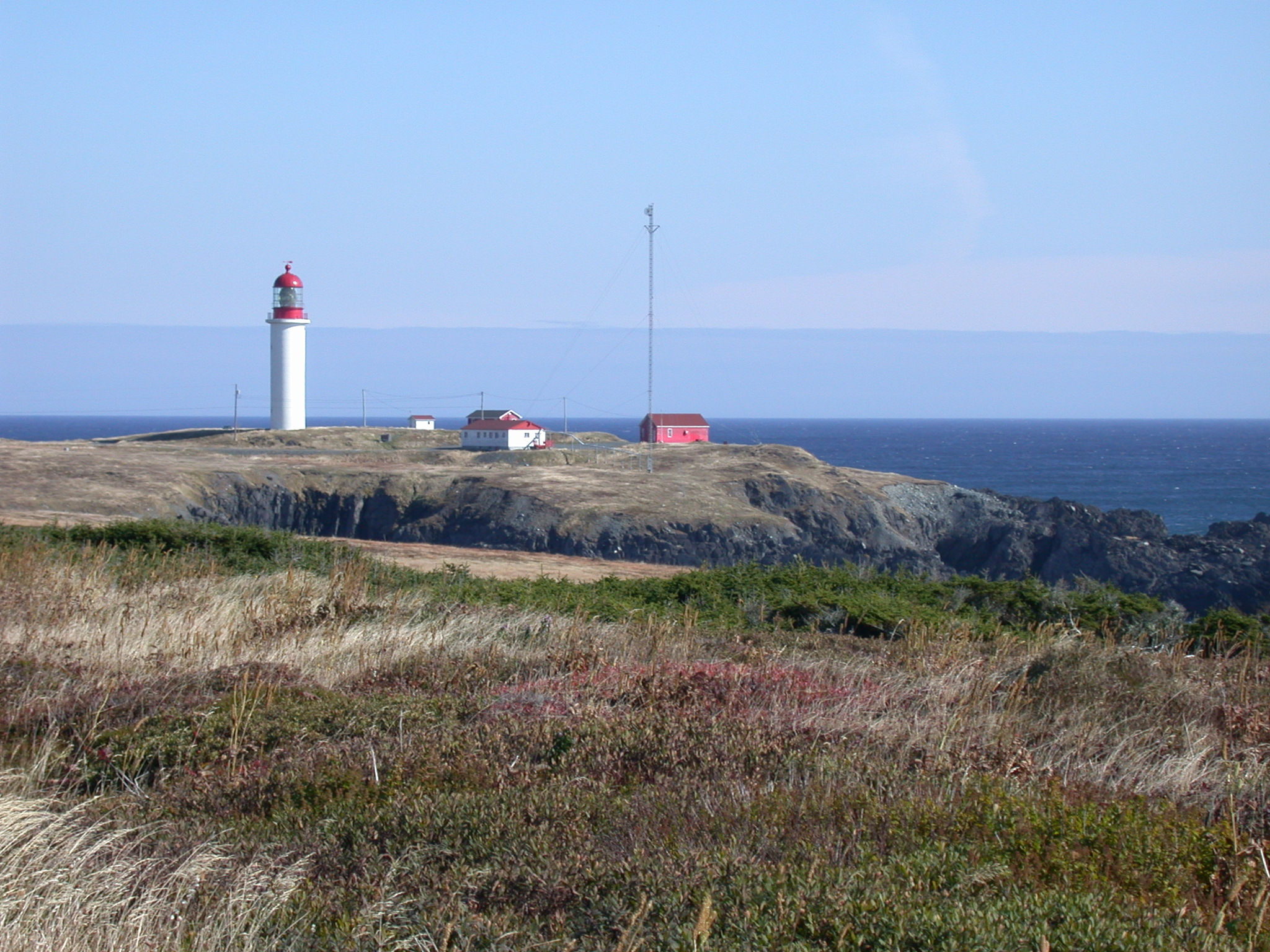
Cabo Race, Terra Nova.

Cape Race é um cabo sito no extremo sueste da Península de Avalon, na Terra Nova, Canadá. Pensa-se que o seu nome deriva das palavras portuguesas de Cabo Raso, nome que os navegadores e pescadores portugueses do bacalhau lhe terão posto em finais do século XV ou princípios do século XVI. O qualificativo raso pode dever-se quer à forma do cabo, que se apresenta raso com a água, ao facto de ter apenas vegetação esparsa, ou ser nomeado por semelhança com o cabo homónimo (Cabo Raso) em Portugal.